# Katolická teologie
Pro širší pokrytí tohoto tématu viz Křesťanská teologie.

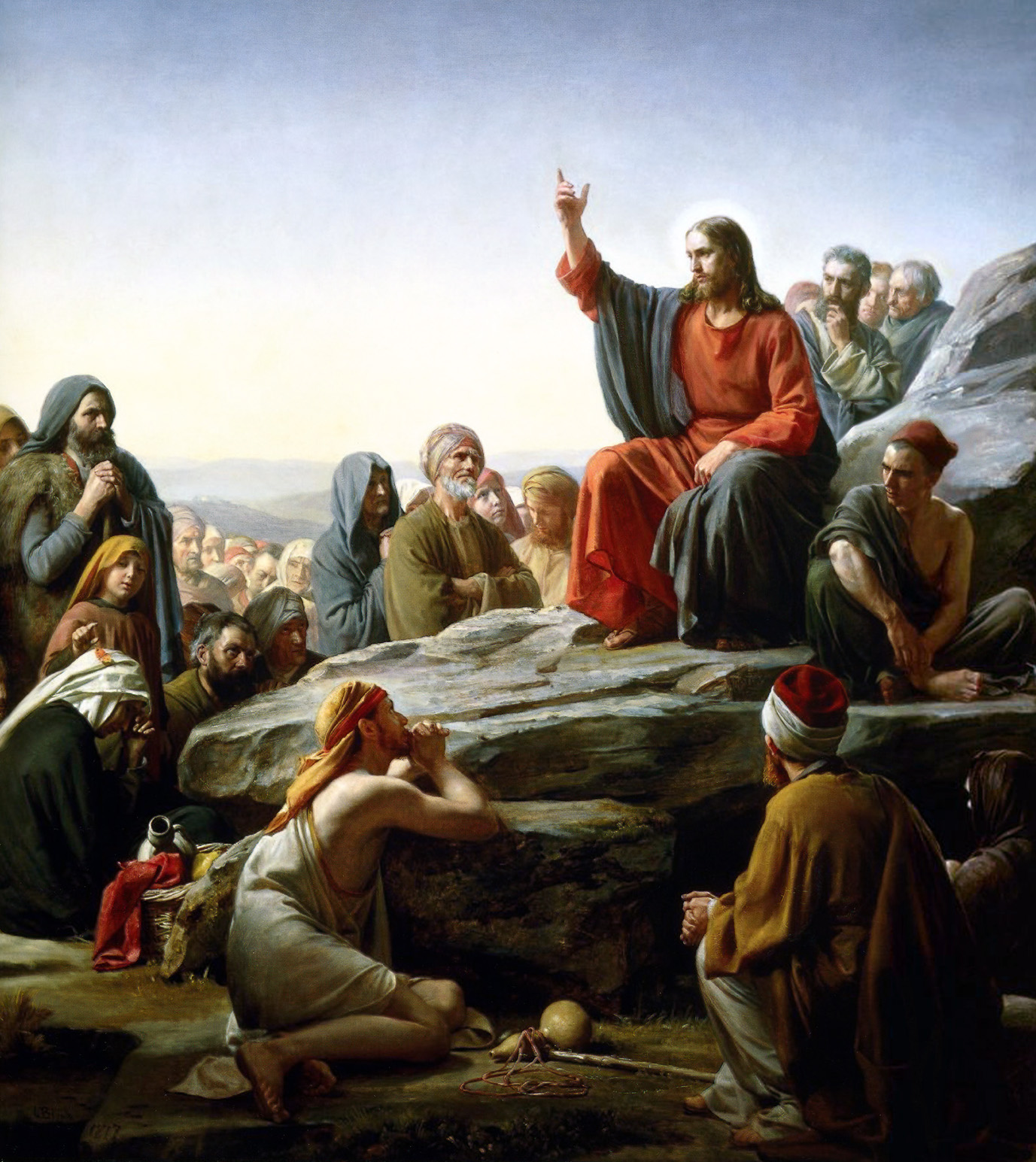
Malba dánského umělce Carla H. Blocha z 19. století, zobrazující Ježíše pronášejícího své známé „Horské kázání“

Katolická teologie je chápání katolické nauky nebo učení a je výsledkem studia teologů. Je založena na kanonickém Písmu a posvátné tradici, jak je autenticky vykládá magisterium katolické církve. Tento článek slouží jako úvod do různých témat katolické teologie s odkazy na místa, kde lze nalézt podrobnější informace.
Hlavní učení katolické církve, o němž se diskutovalo na raných církevních koncilech, je shrnuto v různých vyznáních víry, zejména v Nicejsko-konstantinopolském vyznání víry a Apoštolském vyznání víry. Od 16. století vydává církev katechismy, které shrnují její učení; v roce 1992 vydala katolická církev oficiální Katechismus katolické církve.
Katolická církev chápe živou tradici církve tak, že obsahuje to podstatné z jejího učení o víře a mravech a je chráněna před omyly, někdy prostřednictvím neomylně definovaného učení. Církev věří ve zjevení vedené Duchem svatým prostřednictvím Písma svatého, rozvinuté v posvátné tradici a zcela zakořeněné v původním depozitu víry. Tento rozvinutý vklad víry je chráněn „magisteriem“ neboli kolegiem biskupů na ekumenických koncilech pod dohledem papeže, počínaje jeruzalémským koncilem (cca 50 n. l.); posledním byl II. vatikánský koncil (1962–1965); dvakrát v historii papež definoval dogma po poradě se všemi biskupy, aniž by svolal koncil.
Oficiální katolická bohoslužba se řídí formou liturgie, která je stanovena církevní autoritou. Středobodem katolické bohoslužby je slavení eucharistie, jedné ze sedmi katolických svátostí. Církev vykonává kontrolu nad dalšími formami osobní modlitby a zbožnosti, včetně růžence, křížové cesty a eucharistické adorace, a prohlašuje, že všechny by měly nějakým způsobem vycházet z eucharistie a vést zpět k ní. Církevní společenství tvoří vysvěcený klérus (sestávající z biskupů, kněží a jáhnů), laici a ti, kteří jako řeholníci a řeholnice žijí zasvěceným životem podle svých řeholních konstitucí.
Podle Katechismu Kristus ustanovil sedm svátostí a svěřil je katolické církvi: křest, biřmování (křižmo), eucharistii, pokání, pomazání nemocných, svěcení a manželství.

## Vyznání víry

### Lidská schopnost vnímat Boha
Katolická církev učí, že „touha po Bohu je vepsána do lidského srdce, protože člověk je stvořen Bohem a pro Boha; a Bůh nikdy nepřestává člověka k sobě přitahovat.“ I když se člověk může od Boha odvrátit, Bůh nikdy nepřestává člověka k sobě volat zpět. Protože je člověk stvořen k obrazu a podobě Boží, může s jistotou poznat Boží existenci na základě svého lidského rozumu. Ale i když „schopnosti člověka umožňují, aby dospěl k poznání existence osobního Boha“, aby „člověk mohl vstoupit do skutečného důvěrného vztahu s ním, Bůh chtěl jednak zjevit člověku sám sebe, jednak mu dát milost, aby mohl toto zjevení přijmout ve víře.“
Církev učí: „Člověk je svou přirozeností a povoláním náboženskou bytostí. Člověk, který pochází od Boha a směřuje k Bohu, žije plně lidským životem jen tehdy, když svobodně žije ve spojení s Bohem.“

### Bůh vychází vstříc lidstvu
Církev učí, že Bůh se zjevoval postupně, počínaje Starým zákonem, a dokončil toto zjevení tím, že poslal na zem svého syna Ježíše Krista jako člověka. Toto zjevení začalo Adamem a Evou a nebylo přerušeno jejich prvotním hříchem. Bůh naopak slíbil, že pošle vykupitele. Bůh se dále zjevil prostřednictvím smluv mezi Noemem a Abrahámem. Bůh předal Mojžíšovi zákon na hoře Sinaj a promlouval prostřednictvím starozákonních proroků. Plnost Božího zjevení se projevila příchodem Božího Syna, Ježíše Krista.

### Vyznání víry
Hlavní článek: Krédo
Vyznání víry (z latinského credo, což znamená „věřím“) jsou stručná věroučná prohlášení nebo vyznání, obvykle náboženské víry. Vznikla jako křestní formule a později byla během christologických sporů ve 4. a 5. století rozšířena na prohlášení víry.
Apoštolské vyznání víry (Symbolum Apostolorum) vzniklo mezi 2. a 9. stoletím. Jeho ústředními naukami jsou učení o Trojici a Bohu Stvořiteli. Každou z nauk obsažených v tomto vyznání víry lze vysledovat z výroků aktuálních v apoštolském období. Vyznání víry se zřejmě používalo jako souhrn křesťanského učení pro kandidáty křtu v římských církvích.
Nicejské vyznání víry, které bylo z velké části reakcí na arianismus, bylo formulováno na koncilech v Niceji a Konstantinopoli v roce 325, resp. 381. Jako univerzální křesťanské vyznání víry bylo ratifikováno na koncilu v Efezu v roce 431. Stanovuje hlavní zásady katolické křesťanské víry. Toto vyznání víry se přednáší při nedělních mších a je základním vyznáním víry i v mnoha dalších křesťanských církvích.
Chalcedonské vyznání víry, vypracované na Chalcedonském koncilu v roce 451, ačkoli nebylo přijato starobylými pravoslavnými církvemi, učilo, že Kristus „je uznáván ve dvou přirozenostech, nespojitě, neměnně, nerozlučně, neoddělitelně“: jedné božské a jedné lidské, a že obě přirozenosti jsou dokonalé, ale přesto jsou dokonale spojeny v jednu osobu.
Atanášovo vyznání víry říká: „Klaníme se jednomu Bohu v Trojici a Trojici v jednotě, aniž bychom zaměňovali osoby nebo rozdělovali podstatu.“

## Písmo svaté
Hlavní článek: Katolická teologie Písma
Křesťanství považuje za směrodatnou Bibli, soubor kanonických knih ve dvou částech (Starý zákon a Nový zákon). Křesťané věří, že byla sepsána lidskými autory inspirovanými Duchem svatým.
Protestanti věří, že Bible obsahuje všechny zjevené pravdy potřebné ke spáse. Toto pojetí je známé jako Sola scriptura. Katolíci se nedomnívají, že Bible obsahuje všechny zjevené pravdy nezbytné ke spáse.
Katolická bible obsahuje všechny knihy židovského Písma svatého, Tanachu, a další knihy. Tato bible je rozdělena na dvě části: knihy Starého zákona pocházející převážně z Tanachu (s určitými obměnami) a 27 knih Nového zákona, které obsahují knihy původně napsané převážně v řečtině. Ke katolickému biblickému kánonu patří i další knihy ze Septuaginty, které katolíci nazývají deuterokanonické. Protestanti tyto knihy považují za apokryfní. Některé verze Bible mají samostatný oddíl apokryfů pro knihy, které vydavatel nepovažuje za kanonické.
Hlavní článek: Čtyři smysly Písma svatého
Katolická teologie rozlišuje dva smysly Písma: doslovný a duchovní. Doslovný smysl chápání Písma je smysl vyjádřený slovy Písma a objevený exegezí podle pravidel zdravého výkladu.
Duchovní smysl se dělí na tři části: alegorický, morální a anagogický (což znamená mystický nebo duchovní) smysl.
- Alegorický smysl zahrnuje typologii. Příkladem může být rozdělení Rudého moře, které je chápáno jako „předobraz“ (znamení) křtu.[38]
- Morální smysl chápe Písmo tak, že obsahuje určité etické učení.
- Anagogický výklad zahrnuje eschatologii a vztahuje se na věčnost a dovršení světa.

Katolická teologie přidává další pravidla výkladu, mezi něž patří:
- ustanovení, že všechny ostatní významy Písma svatého jsou založeny na doslovném významu;[39]
- historický charakter čtyř evangelií a to, že věrně předávají to, co Ježíš učil o spáse;[40]
- že Písmo svaté je třeba číst v rámci „živé Tradice celé církve“;[41]
- že úkol autentického výkladu byl svěřen biskupům ve společenství s papežem.[42]

## Slavení křesťanského tajemství

### Svátosti
Hlavní článek: Svátosti katolické církve
Církev má sedm svátostí, jejichž zdrojem a vrcholem je eucharistie. Podle Katechismu byly svátosti ustanoveny Kristem a svěřeny církvi. Jsou prostředkem, skrze nějž proudí Boží milost do člověka, který je přijímá s náležitou dispozicí. Aby lidé získali náležitou dispozici, jsou povzbuzováni a v některých případech se od nich vyžaduje, aby předtím, než smějí přijmout některé svátosti, podstoupili dostatečnou přípravu. A při přijímání svátostí Katechismus radí: „Přisuzovat účinnost modliteb nebo svátostných znamení jejich pouhému vnějšímu vykonání bez vnitřních dispozic, které vyžadují, znamená upadnout do pověrčivosti.“ Účast na svátostech, které jsou jim nabízeny prostřednictvím církve, je způsob, jakým katolíci získávají milost, odpuštění hříchů a formálně si vyprošují Ducha svatého. Těmito svátostmi jsou: Svátosti: křest, biřmování (křižmo), eucharistie, pokání a smíření, pomazání nemocných, kněžské svěcení a manželství.
Ve východních katolických církvích se jim často říká posvátná tajemství, nikoli svátosti.

### Liturgie
Hlavní články: Eucharistie v katolické církvi, Katolická liturgie a Svátosti katolické církve

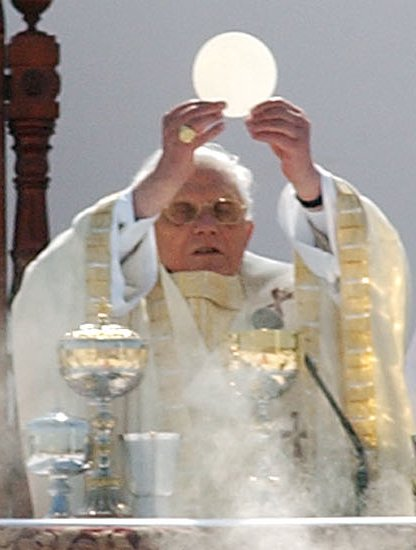
Papež Benedikt XVI. slaví eucharistii při kanonizaci Freie Galvãa v brazilském São Paulu 11. května 2007

Neděle je zasvěceným svátkem a katolíci jsou povinni účastnit se mše svaté. Katolíci jsou toho názoru, že při mši odpovídají na Ježíšův příkaz při Poslední večeři: „To čiňte na mou památku.“ V roce 1570 na Tridentském koncilu papež Pius V. kodifikoval pro římský ritus standardní mešní knihu, v níž se vše týkalo pouze celebrujícího kněze a jeho působení u oltáře. Účast lidu byla spíše zbožná než liturgická. Text mše byl v latině, protože to byl univerzální jazyk církve. Tato liturgie se nazývala tridentská mše a vydržela celosvětově až do II. vatikánského koncilu, který schválil mši Pavla VI. známou také jako nový mešní řád (latinsky Novus Ordo Missae), která může být sloužena buď v lidovém jazyce, nebo v latině.
Katolická mše je rozdělena na dvě části. První část se nazývá liturgie slova; před čtením evangelia a homilií kněze se čtou čtení ze Starého a Nového zákona. Druhá část se nazývá Liturgie eucharistie, v níž se slaví vlastní svátost eucharistie. Katolíci považují eucharistii za „zdroj a vrchol křesťanského života“ a věří, že chléb a víno přinesené na oltář se mocí Ducha svatého proměňují (tzv. transsubstanciace) v reálné tělo, krev, duši a božství Kristovo. Protože jeho oběť na kříži a oběť eucharistie „tvoří jednu jedinou oběť“, církev si neklade za cíl znovu obětovat Ježíše ve mši, ale spíše znovu představit (tj, zpřítomnit) jeho oběť „nekrvavým způsobem“.

#### Východní katolíci
Viz též: Božská liturgie
Ve východních katolických církvích se místo mše používá termín božská liturgie a místo římského ritu se používají různé východní obřady. Tyto obřady zůstaly konstantnější než římský obřad a sahají až do raných křesťanských dob. Východní katolické a pravoslavné liturgie jsou si obecně dosti podobné.
Liturgický úkon je chápán jako překračující čas a spojující účastníky s těmi, kteří již jsou v nebeském království. Prvky v liturgii mají symbolizovat věčné skutečnosti; sahají až k raně křesťanským tradicím, které se vyvinuly z židovsko-křesťanských tradic prvotní církve.
První část liturgie neboli „bohoslužba katechumenů“ obsahuje čtení z Písma a někdy i homilii. Druhá část vychází z Poslední večeře, jak ji slavili první křesťané. Vychází se z přesvědčení, že účastí na přijímání chleba a vína, Těla a Krve Kristovy, se společně stávají Kristovým tělem na zemi, církví.

#### Liturgický kalendář
Hlavní články: Liturgický kalendář, Liturgický rok a Všeobecný římský kalendář
V latinské církvi začíná každoroční kalendář adventem, časem plným naděje na oslavu Ježíšova narození i na jeho druhý příchod na konci časů. Čtení z „liturgického mezidobí (lat. Tempus per annum)“ následují po vánočním období, ale jsou přerušena oslavou Velikonoc na jaře, které předchází 40 dní postní přípravy a po níž následuje 50 dní velikonoční oslavy.
Velikonoční (neboli paschální) triduum rozděluje velikonoční vigilii prvotní církve na tři dny oslav: Ježíšovu večeři Páně, Velký pátek (Ježíšovo umučení a smrt na kříži) a Ježíšovo vzkříšení. Velikonoční období následuje po triduu a vrcholí o Letnicích, které připomínají seslání Ducha svatého na Ježíšovy učedníky ve večeřadle.

## Nejsvětější Trojice
Hlavní článek: Nejsvětější Trojice

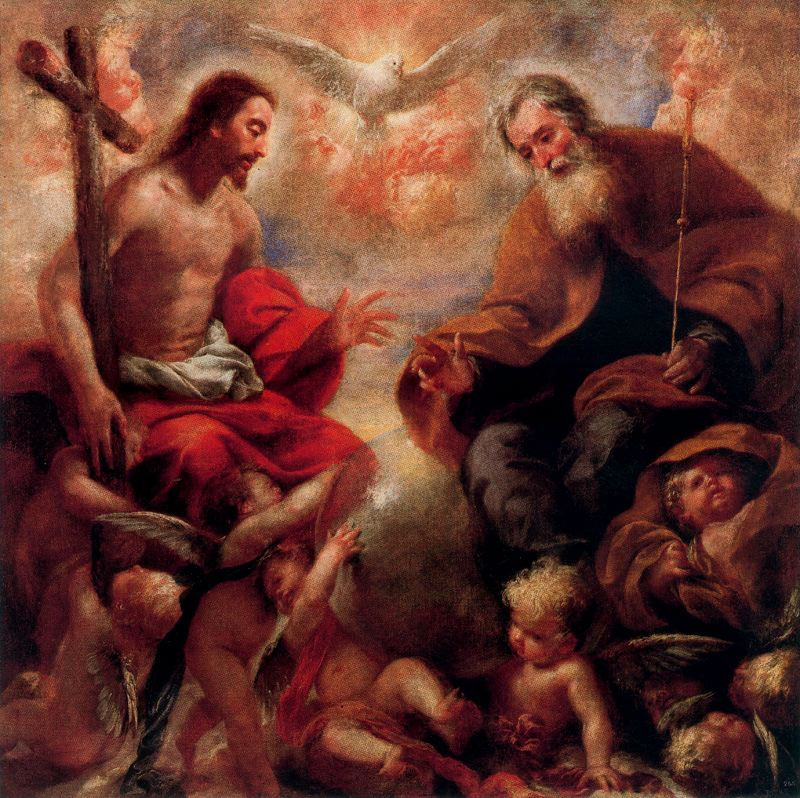
Nejsvětější Trojice, Francesco Cairo (1607–1665)

Pojem Nejsvětější Trojice označuje víru v jednoho Boha ve třech různých osobách neboli hypostazích. Ty jsou označovány jako „Otec“ (stvořitel a zdroj veškerého života), „Syn“ (který označuje Ježíše Krista) a „Duch svatý“ (pouto lásky mezi Otcem a Synem, přítomné v srdcích lidí). Dohromady tyto tři osoby tvoří jediné božství. Slovo trias, z něhož je trojice odvozena, se poprvé objevuje v díle Theofila z Antiochie. Ten píše o „Trojici Boha (Otce), jeho Slova (Syna) a jeho Moudrosti (Ducha svatého).“ Termín se možná používal již před touto dobou. Poté se objevuje u Tertuliána a v následujícím století se toto slovo užívalo obecně. Vyskytuje se v mnoha Origenových pasážích.
Podle této nauky není Bůh rozdělen v tom smyslu, že by každá osoba měla třetinu celku; spíše je každá osoba považována za úplného Boha (viz perichoreze). Rozdíl spočívá v jejich vztazích: Otec je nezplozený, Syn je věčný, ale zplozený z Otce, a Duch svatý „vychází“ z Otce a (v západní teologii) ze Syna. Bez ohledu na tento zdánlivý rozdíl v jejich původu jsou všechny tři „osoby“ věčné a všemohoucí. To považují trinitární křesťané za zjevení týkající se Boží podstaty, které přišel světu předat Ježíš Kristus, a je základem jejich systému víry. Podle významného katolického teologa 20. století Karla Rahnera: „V Božím sebeoslovení svého stvoření skrze milost a Vtělení se Bůh skutečně dává a skutečně se zjevuje takový, jaký je sám v sobě.“ To by vedlo k závěru, že k poznání imanentní Trojice dospíváme prostřednictvím studia Božího působení v „ekonomii“ stvoření a spásy.

### Bůh Otec
Hlavní článek: Bůh Otec
Hlavní vyznání katolické víry, Nicejské vyznání víry, začíná slovy: „Věřím v jednoho Boha, Otce všemohoucího, stvořitele nebe i země, všeho viditelného i neviditelného.“ Katolíci tedy věří, že Bůh není součástí přírody, ale že Bůh přírodu a vše, co existuje, stvořil. Bůh je vnímán jako milující a starostlivý Bůh, který působí ve světě i v životě lidí a přeje si, aby se lidé navzájem milovali.

### Bůh Syn
Hlavní články: Bůh Syn, Božské synovství, Ježíš v křesťanství a Ježíš Kristus

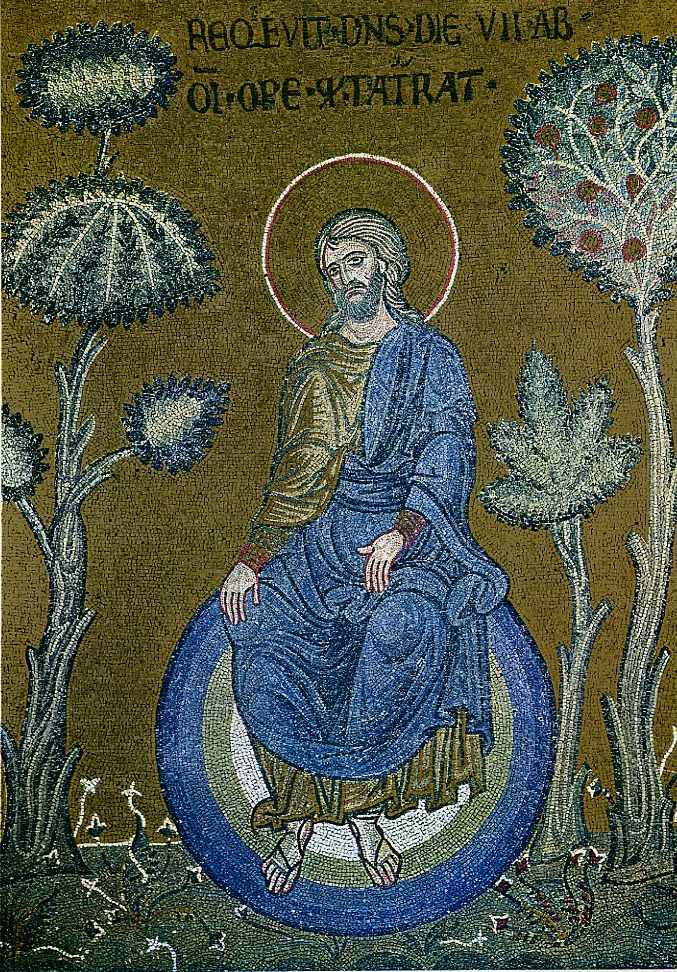
Kristus ztvárněný jako stvořitel světa na byzantské mozaice v Monreale na Sicílii.

Katolíci věří, že Ježíš je vtělený Bůh, „pravý Bůh a pravý člověk“ (neboli plně božský i plně lidský). Ježíš se stal plně člověkem, trpěl našimi bolestmi, nakonec podlehl svým zraněním a odevzdal svého ducha, když řekl: „Dokonáno jest“. Zažíval pokušení, ale nezhřešil. Jako pravý Bůh zvítězil nad smrtí a znovu vstal k životu. Podle Nového zákona „ho Bůh vzkřísil z mrtvých“, vystoupil na nebesa, „usedl po Otcově pravici“ a znovu přijde, aby naplnil zbytek mesiášských proroctví, včetně vzkříšení mrtvých, posledního soudu a konečného nastolení Božího království.
Podle Matoušova a Lukášova evangelia byl Ježíš počat z Ducha svatého a narodil se z Panny Marie. O Ježíšově dětství je v kanonických evangeliích zaznamenáno jen málo, ačkoli ve starověku byla oblíbená evangelia o Ježíšově dětství. Oproti tomu jeho dospělost, zejména týden před smrtí, je dobře zdokumentována v evangeliích obsažených v Novém zákoně. Biblické zprávy o Ježíšově působení zahrnují: jeho křest, uzdravování, vyučování a „konání dobrých skutků".

### Bůh Duch svatý
Hlavní článek: Duch svatý v křesťanství

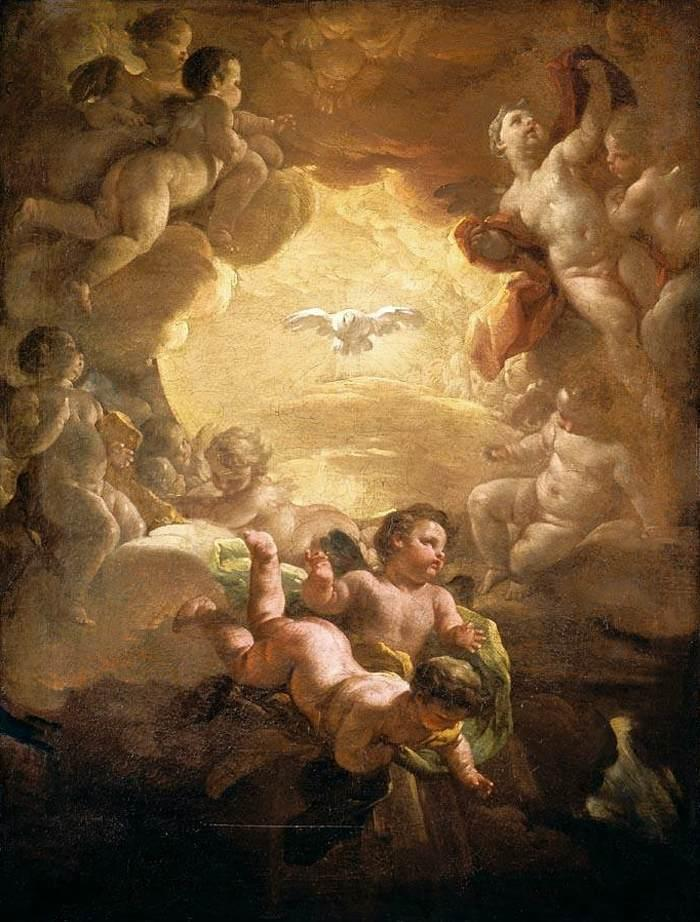
Duch svatý na obraze Corrada Giaquinta (1703–1766)

Ježíš řekl svým apoštolům, že jim po své smrti a vzkříšení pošle „Přímluvce“ (řecky Παράκλητος, romanizovaně: Parakléta; latinsky Paracletus), „Ducha svatého“, který „vás všemu naučí a připomene vám všechno, co jsem vám řekl“. V Lukášově evangeliu Ježíš říká svým učedníkům: „Jestliže tedy vy, kteří jste zlí, umíte dávat dobré dary svým dětem, oč spíše nebeský Otec dá Ducha svatého těm, kdo ho prosí!“ Nicejské vyznání víry říká, že Duch svatý je jedno s Bohem Otcem a Bohem Synem (Ježíšem); pro katolíky je tedy přijetí Ducha svatého přijetím Boha, zdroje všeho dobrého. Katolíci o přijetí Ducha svatého prosí a oficiálně ho přijímají ve svátosti biřmování („křižmo“). Někdy se biřmování nazývá svátost křesťanské dospělosti a věří se, že přináší zvětšení a prohloubení milosti přijaté při křtu, ke kterému bylo v prvotní církvi připojeno. Duchovní milosti nebo dary Ducha svatého mohou zahrnovat moudrost, která umožňuje vidět a následovat Boží plán, správný úsudek, lásku k druhým, odvahu při svědectví víry a radost z Boží přítomnosti. Odpovídajícími plody Ducha svatého jsou láska, radost, pokoj, trpělivost, laskavost, dobrota, věrnost, mírnost a sebeovládání. Aby mohl být člověk platně biřmován, musí být ve stavu posvěcující milosti, což znamená, že si nemůže být vědom, že spáchal smrtelný hřích. Musí se také na svátost duchovně připravit, zvolit si biřmovacího kmotra pro duchovní podporu a vybrat si světce, který bude jeho zvláštním patronem.

## Soteriologie
Hlavní články: Soteriologie a Spása v křesťanství

### Hřích a spása
Soteriologie je obor dogmatické teologie, který se zabývá spásou skrze Krista. Věčný život, božský život, si nelze zasloužit, ale je bezplatným Božím darem. Ježíšovo ukřižování je vysvětlováno jako smírná oběť, která slovy Janova evangelia „snímá hříchy světa“. Přijetí spásy souvisí s ospravedlněním.

#### Pád člověka
Hlavní článek: Pád člověka
Podle církevního učení se v události známé jako „pád andělů“ řada andělů rozhodla vzbouřit proti Bohu a jeho vládě. Vůdce této vzpoury dostal mnoho jmen včetně „Lucifera“ (což v latině znamená „nositel světla“), „Satana“ a ďábla. Satanovi je připisován hřích pýchy, který je považován za jeden ze sedmi smrtelných hříchů, protože toužil být rovný Bohu. Podle knihy Genesis padlý anděl pokoušel první lidi, Adama a Evu, kteří pak zhřešili a přivedli na svět utrpení a smrt. Katechismus uvádí:
Popis pádu v Genesis 3 používá obrazný jazyk, ale potvrzuje prapůvodní událost na počátku dějin člověka.
— KKC § 390
Prvotní hřích nemá charakter osobní viny žádného z Adamových potomků. Je to zbavení původní svatosti a spravedlnosti, ale lidská přirozenost nebyla zcela zkažena: je zraněna v přirozených silách, které jsou jí vlastní, podléhá nevědomosti, utrpení a nadvládě smrti a má sklon ke hříchu – sklon ke zlu, který se nazývá konkupiscence.
— KKC § 405

#### Hřích
Hlavní článek: Hřích
Křesťané označují určité chování a činy za „hříšné“, což znamená, že tyto činy jsou porušením svědomí nebo Božího zákona. Katolíci rozlišují dva druhy hříchu: smrtelný hřích je „těžké porušení Božího zákona“, které „odvrací člověka od Boha“, a pokud není odčiněno pokáním, může způsobit vyloučení z Kristova království a věčnou smrt v pekle.
Naproti tomu všední hřích (tedy „odpustitelný“" hřích) „nás nestaví do přímého rozporu s Boží vůlí a přátelstvím“, a ačkoli stále „představuje mravní narušení“, nepřipravuje hříšníka o přátelství s Bohem, a tedy o věčné štěstí v nebi.

#### Ježíš Kristus jako spasitel
Hlavní články: Ježíš v křesťanství, Ježíš Kristus a Vykupitel (křesťanství)

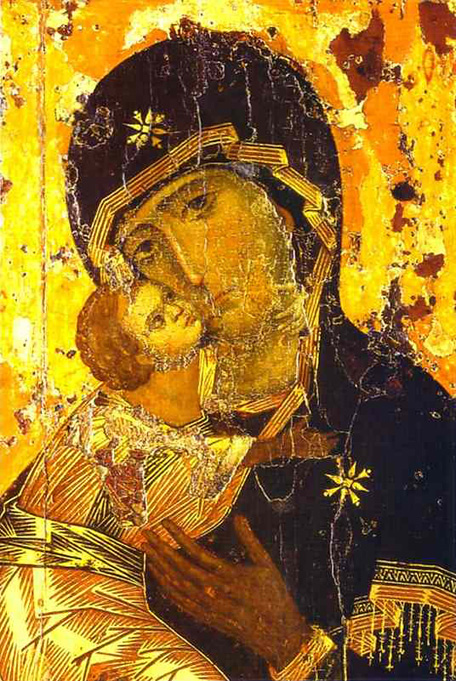
Vyobrazení Ježíše a Marie – Matka Boží Vladimirská (12. století)

Ve Starém zákoně Bůh slíbil, že pošle svému lidu spasitele. Církev věří, že tímto spasitelem byl Ježíš, kterého Jan Křtitel nazval „beránkem Božím, který snímá hřích světa“. V Nicejském vyznání víry se o Ježíši mluví jako o „jednorozeném Božím synu, ... zrozeném, ne stvořeném, jedné podstaty s Otcem. Skrze něho všechno povstalo“. Katolíci věří, že v nadpřirozené události zvané vtělení sestoupil Bůh z nebe pro naši spásu, stal se člověkem skrze Ducha svatého a narodil se z panenské židovské dívky jménem Marie. Věří, že Ježíšovo poslání na zemi zahrnovalo i to, že dal lidem své slovo a příklad k následování, jak je zaznamenáno ve čtyřech evangeliích. Církev učí, že následování Ježíšova příkladu pomáhá věřícím k tomu, aby se mu více podobali, a tím i k opravdové lásce, svobodě a plnosti života.
Těžištěm života křesťana je pevná víra v Ježíše jako Božího Syna a „Mesiáše“ neboli „Krista“. Název „Mesiáš“ pochází z hebrejského slova מָשִׁיחַ (māšiáħ), což znamená pomazaný. Řecký překlad Χριστός (Christos) je zdrojem anglického slova „Christ“.
Křesťané věří, že Ježíš byl jako Mesiáš pomazán Bohem jako vládce a spasitel lidstva, a domnívají se, že Ježíšův příchod byl naplněním mesiášských proroctví Starého zákona. Křesťanské pojetí Mesiáše se výrazně liší od současného židovského pojetí. Základem křesťanské víry je, že díky Ježíšově smrti a vzkříšení mohou být hříšní lidé smířeni s Bohem, a tím jim je nabídnuta spása a příslib věčného života v nebi.
Katolíci věří v Ježíšovo vzkříšení. Podle Nového zákona byl Ježíš, ústřední postava křesťanství, ukřižován, zemřel, pohřben v hrobě a po třech dnech vzkříšen. Nový zákon zmiňuje několik zjevení Ježíše při různých příležitostech jeho dvanácti apoštolům a učedníkům, včetně „více než pěti set bratří najednou“, před Ježíšovým nanebevstoupením. Ježíšova smrt a zmrtvýchvstání jsou základním učením křesťanské víry a křesťané si je připomínají během Velkého pátku a Velikonoc, stejně jako každou neděli a při každém slavení eucharistie, tedy velikonočního tajemství. Spory o tvrzení o smrti a vzkříšení se objevují v mnoha náboženských debatách a mezináboženských dialozích.
Apoštol Pavel, raně křesťanský konvertita, napsal: „Nebyl-li Kristus vzkříšen, pak je zbytečné všechno naše kázání a zbytečná je vaše víra v Boha.“ Ježíšova smrt a vzkříšení jsou nejdůležitějšími událostmi v křesťanské teologii, protože tvoří bod Písma, kde Ježíš definitivně dokazuje, že má moc nad životem a smrtí, a tedy schopnost dát lidem věčný život.
Obecně křesťanské církve přijímají a vyučují novozákonní zprávu o Ježíšově vzkříšení. Někteří moderní badatelé používají víru Ježíšových následovníků ve vzkříšení jako výchozí bod pro stanovení kontinuity historického Ježíše a hlásání rané církve. Někteří liberální křesťané neuznávají doslovné tělesné vzkříšení, ale zastávají přesvědčivou vnitřní zkušenost Ježíšova Ducha u členů rané církve.
Církev učí, že na základě Ježíšova utrpení a jeho ukřižování mají všichni lidé možnost odpuštění a osvobození od hříchu, a tak mohou být smířeni s Bohem.
Hřešit podle řeckého slova v Písmu, amartia, „nedosáhnout cíle“, podlehnout své nedokonalosti: v tomto životě vždy zůstáváme na cestě k dokonalosti. Lidé mohou hřešit tím, že nedodržují Desatero, nemilují Boha a nemilují druhé lidi. Některé hříchy jsou závažnější než jiné, od menších, všedních hříchů až po těžké, smrtelné hříchy, které přerušují vztah člověka s Bohem.

### Pokání a obrácení

#### Milost a svobodná vůle
Další informace: Vlitá spravedlnost
Působení a účinky milosti chápou různé tradice různě. Katolicismus a východní pravoslaví učí o nutnosti spolupráce svobodné vůle s milostí, což neznamená, že můžeme sami přijít k Bohu a pak spolupracovat s milostí, jak postuluje semipelagianismus, který katolická církev považuje za raně křesťanskou herezi. Lidská přirozenost není zlá, protože Bůh nestvořil žádnou zlou věc, ale my pokračujeme v hříchu (konkupiscenci) nebo k němu máme sklon. Potřebujeme Boží milost, abychom byli schopni „činit pokání a věřit evangeliu“. Reformovaná teologie naproti tomu učí, že lidé jsou zcela neschopní sebevykoupení, a to až do té míry, že sama lidská přirozenost je zlá, ale Boží milost přemáhá i neochotné srdce. Arminianismus zastává synergický přístup, zatímco luteránská nauka učí ospravedlnění pouze z milosti skrze víru, ačkoli „s některými luteránskými teology bylo dosaženo společného chápání nauky o ospravedlnění“.

#### Odpuštění hříchů
Další informace: Křest a Svátost smíření
Podle katolicismu může dojít k odpuštění hříchů a očištění během života – například ve svátostech křtu a smíření. Pokud však k tomuto očištění nedojde za života, mohou být všední hříchy očištěny i po smrti.
Svátost pomazání nemocných vykonává pouze kněz, protože zahrnuje prvky odpuštění hříchů. Kněz pomazává olejem hlavu a ruce nemocného a přitom se modlí církevní modlitby.

#### Křest a následné obrácení
Hlavní článek: Křest

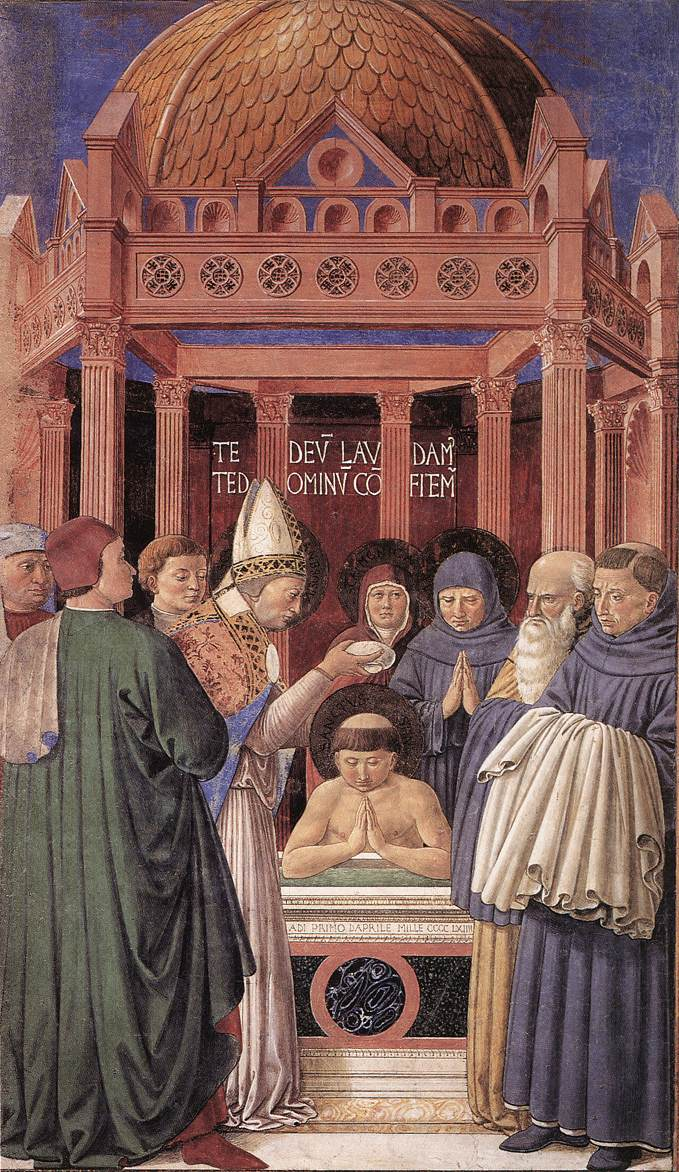
Křest svatého Augustina od Benozza Gozzoliho

Křtem mohou být lidé očištěni od všech osobních hříchů. Tento svátostný akt očišťování činí člověka plnoprávným členem církve a uděluje se pouze jednou za život.
Katolická církev považuje křest za tak důležitý, že „rodiče jsou povinni dbát na to, aby jejich děti byly pokřtěny během několika prvních týdnů (života)“, a „je-li dítě v nebezpečí smrti, má být pokřtěno bez jakéhokoli odkladu“. Uvádí se: „Praxe křtu nemluvňat je odvěkou tradicí církve. Existují výslovná svědectví o této praxi již od druhého století a je celkem možné, že od počátku apoštolského hlásání, kdy křest přijímaly celé ,domácnostiʻ, mohly být křtěny i děti.“
Na Tridentském koncilu 15. listopadu 1551 byla vymezena nutnost znovuzrození po křtu:
Toto znovuobrácení je nepřetržitým úkolem pro celou církev, která přivinula hříšníky na svou hruď, je zároveň svatá a stále potřebuje očišťování a neustále jde cestou pokání a obnovy. Ježíšova výzva k obrácení a pokání, stejně jako výzva proroků před ním, nesměřuje nejprve k vnějším skutkům, „žínici a popelu“, postu a umrtvování, ale k obrácení srdce, k vnitřnímu obrácení. (KKC 1428 a 1430)
David MacDonald, katolický apologeta, k paragrafu 1428 KKC napsal, že „toto úsilí o obrácení není jen lidským dílem. Je to hnutí ,zkroušeného srdceʻ, které je přitahováno a poháněno milostí, aby odpovědělo na milosrdnou lásku Boha, který nás miloval jako první.“

#### Pokání a smíření
Hlavní článek: Svátost smíření
Protože křest lze přijmout pouze jednou, je svátost pokání neboli smíření hlavním prostředkem, kterým katolíci získávají odpuštění následných hříchů a přijímají Boží milost a pomoc, aby znovu nehřešili. Vychází to z Ježíšových slov k učedníkům v Janově evangeliu 20,21–23. Kajícník vyznává své hříchy knězi, který mu pak může nabídnout radu nebo uložit konkrétní pokání, které má vykonat. Kajícník se pak pomodlí úkon kajícnosti a kněz mu udělí rozhřešení, čímž mu formálně odpustí hříchy. Kněz nesmí pod trestem exkomunikace prozradit žádnou věc, která zazněla pod pečetí zpovědního tajemství. Pokání pomáhá připravit katolíky na to, aby mohli platně přijmout Ducha svatého ve svátostech biřmování („křižmo“) a eucharistie.

### Posmrtný život

#### Eschaton
Hlavní článek: Křesťanská eschatologie
Nicejské vyznání víry končí slovy: „Očekávám vzkříšení mrtvých a život budoucího věku.“ V souladu s tím církev učí, že každý člověk se ihned po smrti postaví před Kristův soudný stolec a podstoupí zvláštní soud na základě skutků svého pozemského života. Kapitola 25,35-46 Matoušova evangelia podtrhuje katolickou víru, že přijde také den, kdy Ježíš zasedne k všeobecnému soudu nad celým lidstvem. Poslední soud ukončí lidské dějiny. Bude také znamenat začátek nového nebe a země, v nichž bude přebývat spravedlnost a navždy vládnout Bůh.
V katolické víře existují tři stavy posmrtného života. Nebe je čas slavného spojení s Bohem a život plný nevýslovné radosti, který trvá navěky. Očistec je dočasný stav očisty pro ty, kteří, ačkoli jsou spaseni, nejsou dostatečně svobodni od hříchu, aby mohli vstoupit přímo do nebe. Je to stav vyžadující očištění od hříchu prostřednictvím Božího milosrdenství, kterému napomáhají modlitby druhých. A konečně ti, kteří si svobodně zvolili život v hříchu a sobectví, nelitovali svých hříchů a neměli v úmyslu změnit své jednání, jdou do pekla, věčného odloučení od Boha. Církev učí, že nikdo není odsouzen do pekla, aniž by se svobodně rozhodl odmítnout Boží lásku. Bůh nikoho nepředurčuje k peklu a nikdo nemůže určit, zda byl odsouzen někdo jiný. Katolicismus učí, že Boží milosrdenství je takové, že člověk může činit pokání i v okamžiku smrti a být zachráněn, jako dobrý lotr, který byl ukřižován vedle Ježíše.
Při druhém příchodu Krista na konci časů budou všichni zemřelí vzkříšeni z mrtvých k poslednímu soudu, po němž Ježíš plně nastolí Boží království, čímž se naplní biblická proroctví.

#### Modlitba za zemřelé a odpustky
Hlavní články: Modlitba za zemřelé, Odpustky a Protestantská reformace

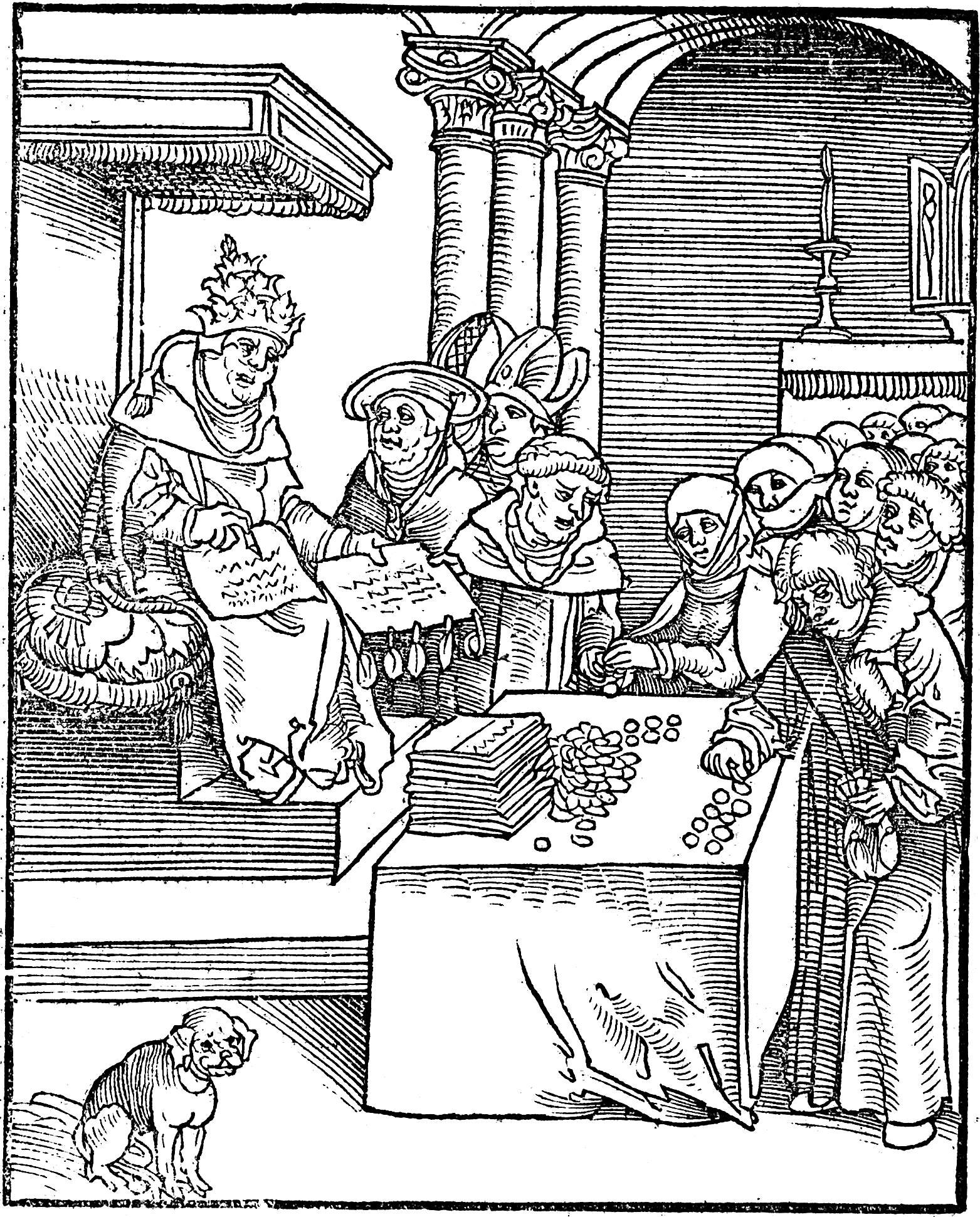
Papež zobrazený jako Antikrist, který podepisuje a prodává odpustky, z Pasionálu Christi und Antichristi Martina Luthera z roku 1521 od Lucase Cranacha staršího

Katolická církev učí, že osud těch, kdo jsou v očistci, může být ovlivněn činy živých.
V téže souvislosti je zmínka o praxi odpustků. Odpustek je odpuštění časného trestu před Bohem za hříchy, jejichž vina již byla odpuštěna. Odpustky lze získat pro sebe nebo za zemřelé křesťany.
Modlitby za zemřelé a odpustky byly chápány jako zkrácení doby, kterou zemřelí stráví v očistci. Tradičně se většina odpustků měřila ve dnech, „karanténách“ (tj. 40denních obdobích jako v postní době) nebo letech, což znamenalo, že se rovnaly této délce kanonického pokání ze strany žijícího křesťana. Když se ukládání takových kanonických pokání s určitou délkou trvání dostalo do úpadku, byly tyto výrazy někdy lidově nesprávně vykládány jako zkrácení této délky pobytu člověka v očistci. (Pojem času, stejně jako pojem prostoru, je pro očistec pochybně použitelný.) Při revizi pravidel týkajících se odpustků, kterou provedl papež Pavel VI., byly tyto výrazy vypuštěny a nahrazeny výrazem „částečný odpustek“, který naznačuje, že osobě, která získala takový odpustek za zbožný skutek, se dostává „kromě odpuštění časného trestu získaného samotným skutkem i stejného odpuštění trestu zásahem církve“.
Z historického hlediska to byla praxe udělování odpustků a s ní spojené rozšířené zneužívání, důvodem k tomu, že odpustky byly stále více spojovány s penězi. Kritika byla namířena proti „prodeji“ odpustků. Odpustky se tak staly zdrojem kontroverzí, které byly bezprostřední příčinou protestantské reformace v Německu a Švýcarsku.

### Spása mimo katolickou církev
Hlavní článek: Extra Ecclesiam nulla salus
Viz též: Křest krve a Křest touhy
Katolická církev učí, že je jednou, svatou, katolickou a apoštolskou církví, kterou založil Ježíš. Pokud jde o nekatolíky, Katechismus katolické církve, který se opírá o dokument Lumen gentium z II. vatikánského koncilu, vysvětluje výrok „Mimo církev není spásy“:
Pozitivně formulováno toto tvrzení znamená, že veškerá spása přichází od Krista, hlavy, prostřednictvím církve, která je jeho tělem.
Vycházeje z Písma a Tradice, koncil učí, že církev, která je nyní poutníkem na zemi, je nezbytná pro spásu: jediný Kristus je prostředníkem a cestou spásy; je nám přítomen ve svém těle, kterým je církev. Sám výslovně potvrdil nezbytnost víry a křtu, a tím zároveň potvrdil nezbytnost církve, do níž lidé vstupují skrze křest jako skrze dveře. Proto nemohli být spaseni ti, kdo věděli, že katolická církev byla založena jako nezbytná Bohem skrze Krista, ale odmítali do ní vstoupit nebo v ní setrvat.
Toto tvrzení není zaměřeno na ty, kteří ne vlastní vinou neznají Krista a jeho církev [...], ale kteří přesto hledají Boha s upřímným srdcem a poháněni milostí se snaží ve svých činech plnit jeho vůli, jak ji poznávají skrze diktát svého svědomí – i ti mohou dosáhnout věčné spásy.
Ačkoli Bůh může jemu známým způsobem přivést k víře, bez níž se mu nelze líbit, i ty, kdo bez vlastní viny neznají evangelium, církev má přesto povinnost a také svaté právo evangelizovat všechny lidi.

## Eklesiologie
Hlavní článek: Katolická eklesiologie
Viz též: Filozofie, teologie a základní teorie katolického kanonického práva

### Církev jako mystické tělo Kristovo
Viz též: Mystici Corporis Christi
Katolíci věří, že katolická církev je trvalou přítomností Ježíše na zemi. Ježíš řekl svým učedníkům: „Zůstaňte ve mně a já (zůstanu) ve vás. [...] Já jsem vinný kmen, vy jste ratolesti.“ Pro katolíky tedy pojem „církev“ neoznačuje pouze stavbu nebo výhradně církevní hierarchii, ale především Boží lid, který zůstává v Ježíši a tvoří různé části jeho duchovního těla, které společně tvoří celosvětové křesťanské společenství.
Katolíci věří, že církev existuje současně na zemi (církev bojující), v očistci (církev trpící) a v nebi (církev vítězná); proto jsou Marie, Ježíšova matka, a ostatní svatí živí a jsou součástí živé církve. Tato jednota církve v nebi a na zemi se nazývá „společenství svatých“.

### Jedna, svatá, katolická a apoštolská
Hlavní články: Subsistit in, Lumen gentium a Dominus Iesus
Další informace: Čtyři znaky církve
Čl. 8 dogmatické konstituce o církvi Lumen gentium Druhého vatikánského koncilu uvádí: „tato církev, ustavená a organizovaná ve světě jako společnost, existuje v katolické církvi, kterou řídí Petrův nástupce a biskupové ve společenství s ním, i když se mnohé prvky posvěcení a pravdy nacházejí mimo její viditelnou strukturu. Tyto prvky, jakožto dary náležející Kristově církvi, jsou silami podněcujícími ke katolické jednotě.“

### Úcta k Panně Marii a svatým
Hlavní článek: Katolická mariologie

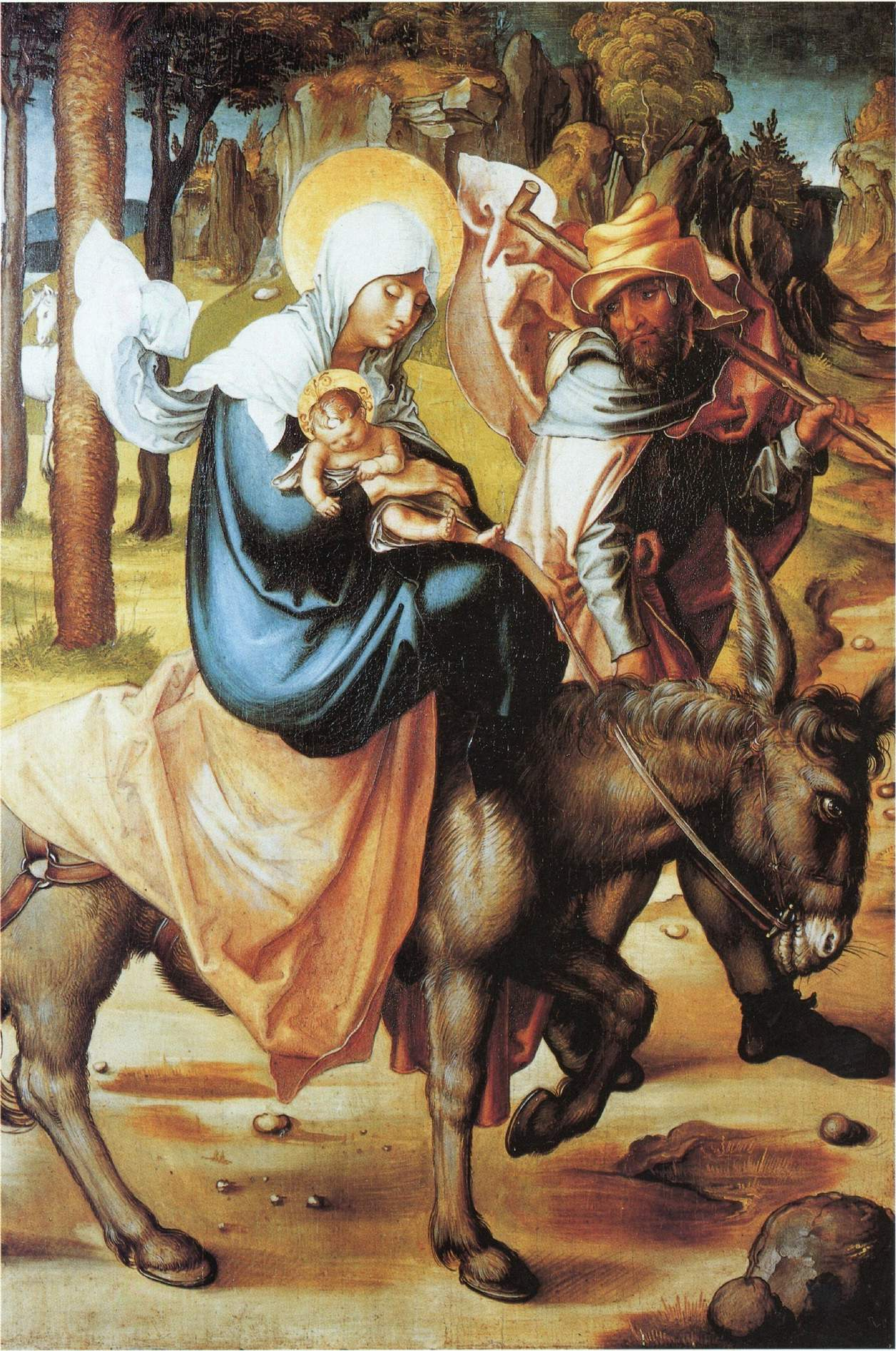
Svatá rodina

Katolíci věří, že církev (společenství křesťanů) existuje současně na zemi i v nebi, a proto jsou Panna Maria a svatí živí a jsou součástí živé církve. Modlitby a pobožnosti k Panně Marii a svatým jsou běžnou součástí života katolíků. Tyto pobožnosti nejsou bohoslužbami, protože jimi je uctíván pouze Bůh. Církev učí, že svatí „se za nás nepřestávají přimlouvat u Otce. [...] Jejich bratrským zájmem se tak velmi pomáhá naší slabosti“.
Katolíci uctívají Marii mnoha tituly, například „Blahoslavená Panna“, „Matka Boží“, „Pomocnice křesťanů“, „Matka věřících“. Je jí vzdávána zvláštní pocta a úcta nad všechny ostatní svaté, ale tato pocta a úcta se zásadně liší od úcty k Bohu. Katolíci Marii nezbožšťují, ale uctívají ji jako matku Boží, matku církve a jako duchovní matku každého věřícího v Krista. Je nazývána největší ze svatých, první učednicí a Královnou nebes – Zj 12, 1 (Kral, ČEP). Katolická víra vybízí k následování jejího příkladu svatosti. Modlitby a pobožnosti s prosbou o její přímluvu, jako je růženec, Zdrávas Maria, Salve Regina a Memorare, jsou běžnou katolickou praxí. Církev zasvěcuje Marii několik liturgických svátků, především Neposkvrněné početí, Maria, Matka Boží, Navštívení Panny Marie, Nanebevzetí Panny Marie, Narození Panny Marie; v Americe pak svátek Panny Marie Guadalupské. Běžnou formou zbožnosti a modlitby jsou také poutě do mariánských svatyní, jako jsou Lurdy ve Francii a Fátima v Portugalsku.

## Posvátná služba: biskupové, kněží a jáhni
Hlavní články: Hierarchie katolické církve, Kolegium biskupů, Kněžství v katolické církvi a Jáhen

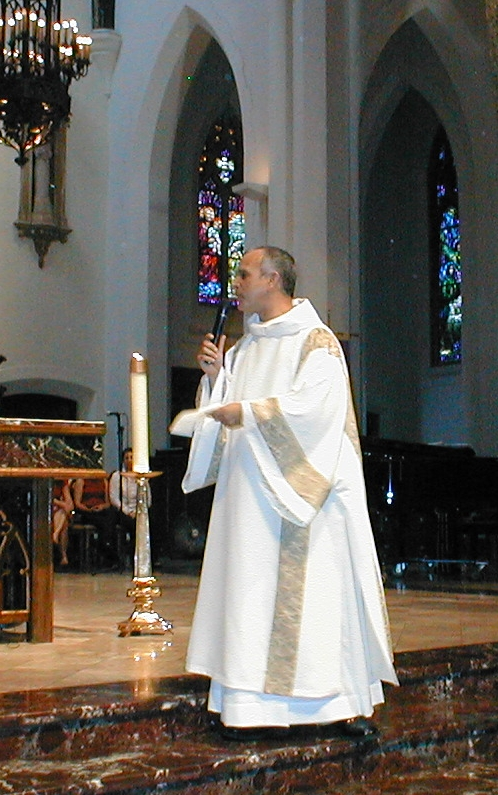
Římskokatolický jáhen v dalmatice

Muži se stávají biskupy, kněžími nebo jáhny skrze svátost svěcení. Kandidáti na kněžství musí mít kromě vysokoškolského vzdělání také další čtyřleté teologické vzdělání, včetně pastorální teologie. Katolická církev po vzoru Krista a apoštolské tradice světí pouze muže. Církev učí, že kromě služby vyhrazené kněžím by se ženy měly podílet na všech aspektech života a vedení církve.
Věří se, že biskupové mají plnost katolického kněžství; kněží a jáhni se podílejí na službě biskupa. Jako celek je kolegium biskupů považováno za nástupce apoštolů. Papež, kardinálové, patriarchové, primasové, arcibiskupové a metropolité jsou biskupové a členové episkopátu katolické církve neboli kolegia biskupů. Pouze biskupové mohou udělovat svátost svěcení.
Většina biskupů stojí v čele diecéze, která se dělí na farnosti. Ve farnosti obvykle působí alespoň jeden kněz. Kromě své pastorační činnosti může kněz vykonávat i další funkce, včetně studia, výzkumu, výuky nebo úřední práce. Mohou být také rektory nebo kaplany. Existuje řada titulů a funkcí, kteří kněží ve farnostech zastávají.
Trvalí jáhnové, kteří neusilují o kněžské svěcení, káží a vyučují. Mohou také křtít, vést věřící k modlitbě, oddávat a vést smuteční a pohřební obřady. Kandidáti na diakonát (jáhenství) procházejí jáhenským formačním programem a musí splňovat minimální požadavky stanovené biskupskou konferencí ve své zemi. Po dokončení formačního programu a přijetí místním biskupem přijímají kandidáti svátost jáhenského svěcení. V srpnu 2016 papež František zřídil Studijní komisi pro diakonát žen.
Zatímco jáhni mohou být ženatí, v latinské církvi jsou na kněze vysvěcováni pouze muži žijící v celibátu. Protestantští duchovní, kteří konvertovali ke katolické církvi, jsou někdy z tohoto pravidla vyňati. Východní katolické církve světí jak muže žijící v celibátu, tak muže ženaté. V zemích ukrajinské řeckokatolické církve, největší východní katolické církve, kde je 90 % diecézních kněží na Ukrajině ženatých, se děti kněží často stávaly kněžími a v rámci své sociální skupiny uzavíraly manželství, čímž vznikla pevně semknutá dědičná kasta. Všechny obřady katolické církve zachovávají starobylou tradici, že po vysvěcení není dovoleno uzavírat manželství. Ženatý kněz, jehož manželka zemře, se nesmí znovu oženit. Muži s „přechodnými“ homosexuálními sklony mohou být vysvěceni na jáhny po třech letech modlitby a čistoty, ale muži s „hluboce zakořeněnými homosexuálními sklony“, kteří jsou sexuálně aktivní, nemohou být vysvěceni.

### Apoštolská posloupnost
Hlavní článek: Apoštolská posloupnost
Apoštolská posloupnost je víra, že papež a katoličtí biskupové jsou duchovními nástupci původních dvanácti apoštolů, a to prostřednictvím historicky nepřerušeného řetězce svěcení. Papež je duchovní hlavou a vůdcem katolické církve, který využívá římskou kurii, aby mu pomáhala při řízení. Je volen kolegiem kardinálů, které si může vybrat z kteréhokoli mužského člena církve, který však musí být před nástupem do úřadu vysvěcen na biskupa. Od 15. století byl vždy zvolen jeden ze stávajících kardinálů. Nový zákon obsahuje varování před naukami, které se za křesťanství pouze vydávají, a ukazuje, jak se při rozhodování o tom, co je pravé učení, odkazovalo na církevní představitele. Katolická církev věří, že je pokračovatelkou těch, kteří zůstali věrni apoštolskému vedení a odmítli falešné nauky. Katolická víra je přesvědčena, že církev nikdy neodstoupí od pravdy, a zakládá to na Ježíšově výroku Petrovi: „Brány pekelné církev nepřemohou.“ V Janově evangeliu Ježíš uvádí: „Mám vám ještě mnoho co říci, ale teď byste to nemohli snést. Ale až přijde on, Duch pravdy, uvede vás do veškeré pravdy“.

### Kněžský celibát
Hlavní článek: Kněžský celibát v katolické církvi
Pokud jde o kněžský celibát, Katechismus katolické církve uvádí:
Všichni vysvěcení služebníci latinské církve, s výjimkou stálých jáhnů, jsou standardním způsobem vybíráni z řad věřících mužů, kteří žijí v celibátu a kteří mají v úmyslu zůstat v celibátu „pro nebeské království“ – Mt 19, 12 (Kral, ČEP). Povoláni k tomu, aby se s nerozděleným srdcem zasvětili Pánu a „záležitostem Páně“ – 1Kor 7, 32 (Kral, ČEP), se zcela odevzdávají Bohu a lidem. Celibát je znamením tohoto nového života, k jehož službě je služebník církve zasvěcen; celibát přijatý s radostným srdcem zářivě hlásá Boží vládu.
Ve východních církvích platí již po mnoho staletí jiná disciplína. Zatímco biskupové jsou vybíráni výhradně z celibátníků, ženatí muži mohou být vysvěceni na jáhny a kněze. Tato praxe byla dlouho považována za legitimní; tito kněží vykonávají plodnou službu ve svých společenstvích. Kněžský celibát je navíc ve východních církvích ve velké úctě a mnoho kněží se pro něj svobodně rozhodlo v zájmu Božího království. Na Východě stejně jako na Západě se muž, který již přijal svátost svěcení, již nemůže oženit.
Disciplína katolické církve spočívající v povinném celibátu kněží v rámci latinské církve (a zároveň umožňující velmi omezené individuální výjimky) byla kritizována za to, že se neřídí ani praxí protestantské reformace, která povinný celibát odmítá, ani praxí východních katolických církví a pravoslavných církví, které vyžadují celibát pro biskupy a mnichy (jeromonachy) a vylučují manželství kněží po vysvěcení, ale umožňují ženatým mužům být vysvěceni na kněze.
V červenci 2006 založil biskup Emmanuel Milingo organizaci Married Priests Now! V reakci na Milingovo svěcení biskupů v listopadu 2006 Vatikán prohlásil: „Hodnota volby kněžského celibátu [...] byla znovu potvrzena.“
Naopak někteří mladí muži ve Spojených státech stále častěji vstupují do kněžské formace kvůli dlouhodobě tradičnímu učení o kněžském celibátu.

### Vztahy mezi biskupy a teology
Podle Mezinárodní teologické komise římskokatoličtí teologové uznávají a poslouchají biskupské magisterium. Teologové spolupracují s biskupy na redigování dokumentů Magisteria, zatímco biskupové vedou dialog, zasahují a v případě potřeby díla teologů cenzurují.
Biskupové podporují teologické fakulty a sdružení teologů a účastní se jejich setkání a aktivit.
Římskokatoličtí teologové vzájemně spolupracují formou středověkého quaestio nebo vzájemným recenzováním a opravováním svých textů. Organizují a účastní se konferencí a akcí společně s odborníky na různé záležitosti či náboženství a snaží se najít to pravé a svaté, co existuje v nekřesťanských náboženstvích.
Římskokatoličtí teologové přispívají ke každodennímu životu církve, vykládají a pomáhají věřícím pochopit pravdu, kterou Bůh zjevuje přímo svému lidu (tzv. sensus fidelium), a věnují pozornost jejich potřebám a připomínkám.

## Současné otázky

### Katolická sociální nauka

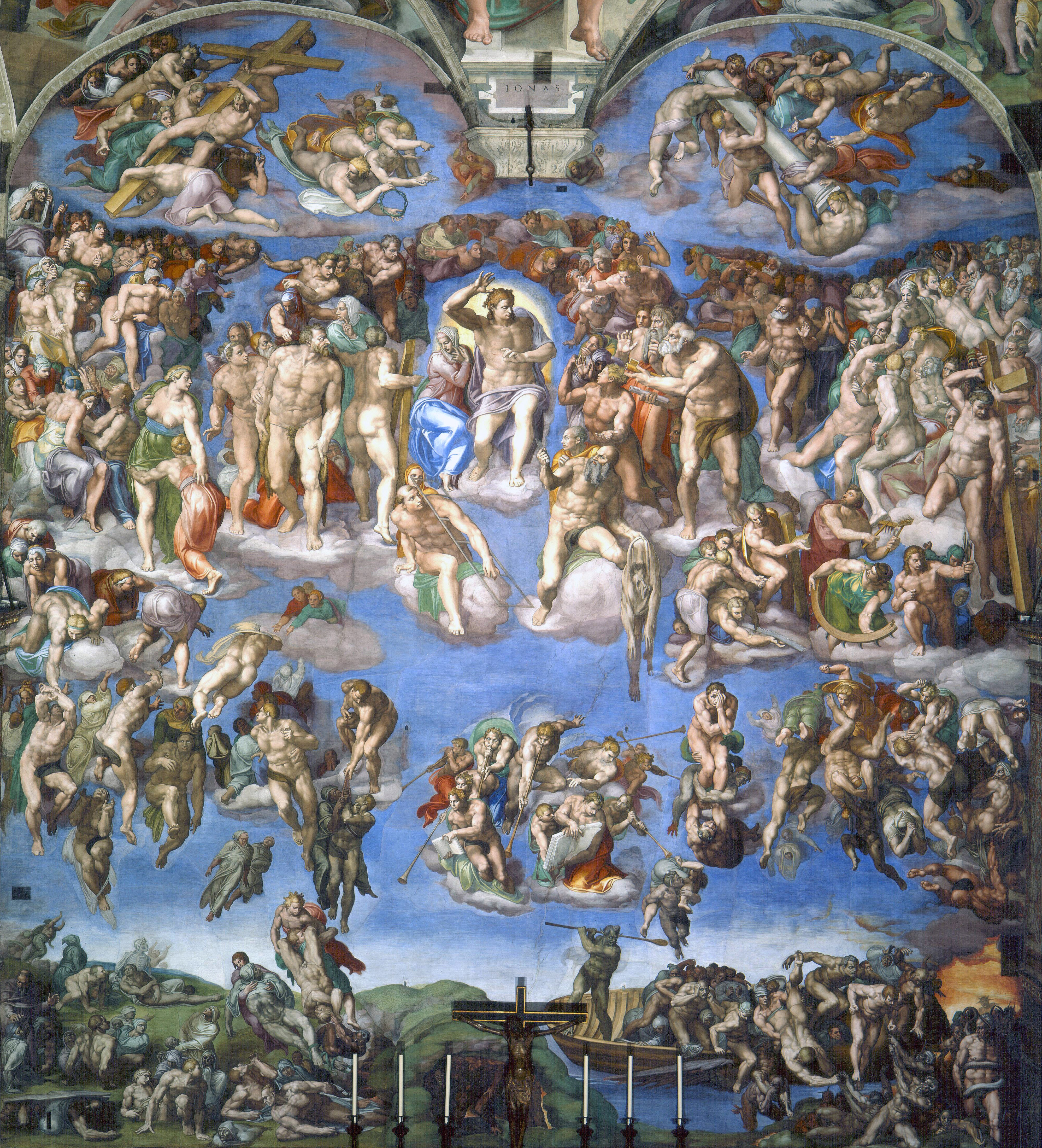
Poslední soud – freska v Sixtinské kapli od Michelangela Buonarrotiho

Hlavní článek: Sociální nauka církve
Sociální nauka katolické církve vychází z Ježíšova učení a zavazuje katolíky k péči o blaho všech ostatních. Ačkoli katolická církev provozuje po celém světě řadu sociálních služeb, jednotliví katolíci jsou rovněž povinni konat duchovního a tělesného skutky milosrdenství. Mezi tělesné skutky milosrdenství patří nasycení hladových, přijímání cizinců, přistěhovalců nebo uprchlíků, oblékání nahých, péče o nemocné a návštěvy vězňů. Duchovní skutky vyžadují, aby se katolíci dělili o své znalosti s druhými, utěšovali trpící, byli trpěliví, odpouštěli těm, kteří jim ublížili, radili a napomínali ty, kteří to potřebují, a modlili se za živé i mrtvé.

### Stvoření světa a evoluce
Hlavní článek: Evoluce a katolická církev
I dnes je oficiální stanovisko církve předmětem sporů a je neupřesněné, pouze uvádí, že víra a vědecké poznatky týkající se evoluce člověka nejsou v rozporu, konkrétně: církev připouští možnost, že se lidské tělo vyvinulo z předchozích biologických forem, avšak nesmrtelná duše byla lidem dána zvláštní Boží prozřetelností.
Tento názor spadá do spektra názorů, které se sdružují pod pojem teistická evoluce (proti kterému stojí několik dalších významných názorů; další diskuse viz Spor o stvoření a evoluci).

## Srovnání tradic

### Latinský a východní katolicismus
Hlavní články: Latinská církev, Východní katolické církve, Palamismus a Rozdíl mezi esencí a energií
Východní katolické církve mají jako své teologické, duchovní a liturgické dědictví tradice východního křesťanství. Mezi východními a latinskými církvemi tedy existují rozdíly v důrazu, tónu a formulaci různých aspektů katolické teologie, jako například v mariologii. Stejně tak středověká západní scholastika, zejména Tomáše Akvinského, byla na Východě jen málo přijímána.
Zatímco východní katolíci respektují papežskou svrchovanost a do značné míry zastávají stejné teologické názory jako latinští katolíci, východní teologie se liší v konkrétních mariánských názorech. Tradičním východním vyjádřením nauky o Mariině nanebevzetí je například zesnutí Bohorodičky, které zdůrazňuje její usnutí, aby byla později vzata do nebe.
Učení o Neposkvrněném početí je učení východního původu, ale je vyjádřeno terminologií západní církve. Východní katolíci, i když neslaví západní slavnost Neposkvrněného početí, nemají potíže s jeho potvrzením nebo dokonce zasvěcením svých kostelů Panně Marii pod tímto titulem.

### Pravoslavné a protestantské církve
Další informace: Teologické rozdíly mezi katolickou a pravoslavnou církví
Víra ostatních křesťanských denominací se od víry katolíků v různé míře liší. Pravoslavná víra se liší především v otázce papežské neomylnosti, klauzule filioque a učení o Neposkvrněném početí, ale jinak je dosti podobná. Protestantské církve se ve víře liší, ale obecně se od katolíků liší v otázce autority papeže a církevní tradice, stejně jako v úloze Panny Marie a svatých, v úloze kněžství a v otázkách týkajících se milosti, dobrých skutků a spásy. Jedním z pokusů o vyjádření těchto rozdílů bylo pět solae.